# 福岛县旗
福岛县旗（日语：／ Fukushima ken ki）是日本的47面日本都道府县旗之一。该条目是对福岛县旗以及福岛县章（日语：／）的解说。

## 概要
县章、县旗是1968年纪念明治维新100周年时，在县内中开展的各种活动之一，10月23日第1067号县告示通过并制定。它是平假名“ふ”的圆形形变，代表着县民团结融合、县势稳健前行。
县旗以橙色为底色，在左上方用白色盖上县章。

## 假想阶段的设计
1991年3月，在开展“大美 福岛”活动时设计，这段时间县章多被替代。县的天空、大海、湖沼、合川的青，自然丰饶的绿，明媚阳光的红，笑声与美丽心灵的黄色构成一个交流之花环，这朵花还被添上了“未来”的花语。。

## 脚注
1. ↑  .   [2013-04-05]. （原始内容存档于2011-06-10）.
2. ↑  福島県のシンボル （页面存档备份，存于）（全国知事会）